# Stegaurach
Stegaurach – miejscowość i gmina w Niemczech, w kraju związkowym Bawaria, w rejencji Górna Frankonia, w regionie Oberfranken-West, w powiecie Bamberg, do 31 grudnia 2012 siedziba  wspólnoty administracyjnej Stegaurach. Leży w Steigerwaldzie, około 5 km na południowy zachód od centrum Bamberga, nad rzeką Aurach, przy drodze B22.

## Demografia
| Rok  | Liczba mieszk. |
| ---- | -------------- |
| 1970 | 3935           |
| 1987 | 4958           |
| 2000 | 6382           |
| 2005 | 6747           |
| 2006 | 6841           |

## Oświata
(na 1999)

W gminie znajduje się 225 miejsc przedszkolnych (z 228 dziećmi) oraz szkoła podstawowa (25 nauczycieli, 470 uczniów).